# خوسيه رويز (لاعب كرة قدم)
خوسيه رويز (بالإسبانية: José Miguel Ruiz Cortés)‏ هو لاعب كرة الصالات ‏ ولاعب كرة قدم إسباني، ولد في 6 يونيو 1983 في برشلونة في إسبانيا. شارك مع منتخب إسبانيا لكرة القدم داخل الصالات. أما مع النوادي، فقد لعب مع نادي برشلونة لكرة القدم داخل الصالات.

## وصلات خارجية
- خوسيه رويز على موقع الاتحاد الدولي (مؤرشف)  (الإنجليزية)
- خوسيه رويز على موقع الاتحاد الأوربي (الإنجليزية)